# Сельское хозяйство Намибии
Одной из отраслей экономики Намибии является сельское хозяйство. ВВП сельского хозяйства страны составляет 5 % от национального. Главное производство — животноводство, земледелие, лесное хозяйство. От 25 % до 40 % от населения страны зависит от сельскохозяйственного производства. По данным 2010 года, министром сельского хозяйства страны является Джон Муторва. В министерстве действует ряд государственных организаций, в том числе Намибийская водная организация.

## Описание
Производство в данной стране осложнено тем, что 2 % территории Намибии достаточно увлажняется осадками. Большинство рек страны являются эфемерными, для орошения полей могут быть использованы только пограничные реки: Оранжевая, Кунене, Окаванго.
Несмотря на то, что в период с 2004 по 2009 год сельскохозяйственное производство составляло 5—6 % ВВП Намибии, значительная часть населения Намибии зависит от сельскохозяйственной деятельности. Продукты животного происхождения, живые животные и экспорт сельскохозяйственных культур составили примерно 10,7 % от общего объема экспорта страны. Сейчас в стране насчитывается около 4000 коммерческих ферм, из которых 3000 принадлежат белому населению.
В центральных и северных регионах преобладает разведение крупного рогатого скота, а каракульские овцы и козы преимущественно разводятся в южных засушливых районах. Основные сельскохозяйственные культуры: просо, сорго, кукуруза и арахис. У берегов реки Оранжевой также выращивается столовый виноград.

## См.также
- Намибийский Сельскохозяйственный Союз